# Junior Firpo
Héctor Junior Firpo Adamés (Santo Domingo, República Dominicana, 22 d'agost de 1996), més conegut com a Junior Firpo, és un futbolista dominicà, nacionalitzat espanyol, que juga com a lateral esquerre al Reial Betis.

## Carrera

### Inicis
Amb sis anys va emigrar a Espanya amb la seva família, i es va establir la localitat malaguenya de Benalmàdena. Quan era cadet de segon any i militava a l'Atlètic Benamiel, l'observador bètic a la província de Màlaga, Manolo Guerrero, s'hi va fixar. Junior va realitzar una prova, la qual va superar, sent citat per iniciar la pretemporada, però el seu pare va rebutjar l'oferta perquè no podia deixar la seva feina. Finalment, després de dos anys més en els quals va jugar al Tiro Pichón i al Puerto Malagueño, es va incorporar al planter del Reial Betis el 2014.

### Reial Betis
L'estiu de 2017 va realitzar la pretemporada amb la primera plantilla, amb la qual va participar en diversos partits amistosos jugats pel primer equip i va renovar el seu contracte amb l'entitat bètica fins al 2021. Una lesió el mes d'agost va retardar la seva plena incorporació al primer equip.
El seu debut a La Liga va tenir lloc el 12 de febrer, en una victòria a domicili del Reial Betis davant el Deportivo (0-1), en el qual va disputar els 90 minuts i va assistir Loren Morón en el gol de la victòria del seu equip. Va marcar el seu primer gol contra el Reial Club Deportiu Espanyol, el primer dels tres gols que va marcar el Reial Betis Balompié en aquest partit (3-0). Posteriorment, en la jornada 33 d'aquesta mateixa campanya, va marcar contra la UD Las Palmas després d'una centrada d'Antonio Barragán el minut 93. Aquest gol va suposar l'assentament en la cinquena posició i la possibilitat de disputar competicions europees.
L'agost de 2018, després d'una bona temporada amb el primer equip, va perllongar la seva vinculació amb els verd-i-blancs fins al 2023.

### Futbol Club Barcelona
El 4 d'agost de 2019, el Futbol Club Barcelona va fer oficial la seva incorporació per cinc temporades a canvi de 18 milions d'euros més 12 en variables.
Va debutar tres setmanes després en una victòria per 5–2 a casa contra el seu antic club, el Betis, tot jugant els darrers nou minuts en substitució de Rafinha. El 28 de setembre de 2019, Junior va marcar el seu primer gol pel Barcelona, el segon de l'equip contra el Getafe CF en una victòria per 2–0. El gener de 2021, considerant que jugava molt poc, en una posició on Jordi Alba era titular indiscutible, s'especulava amb la seva sortida del club. El 14 de febrer de 2021 fou l'autor del cinquè gol en la golejada (5-1) del Barça contra el Deportivo Alavés en lliga.

### Leeds United
El 6 de juliol de 2021, Firpo va signar contracte per quatre anys amb un club de la Premier League, el Leeds United FC que el fitxà del FC Barcelona per 15 milions d'euros més variables, i reservant-se el 20% dels drets d'una futura venda. El fitxatge pretenia substituir Ezgjan Alioski a la banda esquerra després que el contracte d'Alioski hagués finalitzat.

## Internacional
Va participar amb la selecció absoluta de la República Dominicana en un partit amistós. No obstant això, al setembre de 2018, va acceptar la convocatòria de selecció sub-21 d'Espanya. Va debutar-hi el 6 de setembre de 2018 en un partit contra Albània, classificatori per al campionat d'Europa de la categoria.

## Palmarès
FC Barcelona
- 1 Copa del Rei: 2020–21[20]

Selecció espanyola
- 1 Campionat d'Europa sub-21: 2019